# Nina Koshetz
Nina Koshetz (Kiev, 30 de diciembre de 1891 - Santa Ana (California), 14 de mayo de 1965) fue una soprano ucraniana naturalizada estadounidense.
Nació en Kiev pero fue criada en Moscú donde estudió canto y piano en el Conservatorio de Moscú.
En Francia se educó con la soprano Félia Litvinne, cantó en Europa y Rusia y en 1920 huyendo de la Revolución rusa de 1917 se estableció en América donde se incorporó a la Opera de Chicago donde invitada por Mary Garden participó en el estreno de El amor de las tres naranjas de Prokófiev.
Se retiró del canto en 1930 para dedicarse a la enseñanza en California donde tuvo como alumnas a Claudette Colbert y Marlene Dietrich. Actuó en filmes de Hollywood y su hija Marina escribió una biografía donde cuenta el romance de su madre con el compositor Rajmáninov: The last Love Song. El romance tuvo lugar en 1915 y el compositor le dedicó las Seis canciones de amor Opus. 38.
Su hija - Marina Koshetz - fue cantante y actriz

## Discografía y referencias
- The Nina Koshetz Edition (1916 - 1941)
- Nina Koshetz sings Borodin, Tchaikovsky and Gretchaninov
- Bizet - Carmen (Stokowski 1946 live/Marina Koshetz, Vinay, Heidt, Pease)
- The Voices of the Tsar

- Steane, J B (1992), 'Koshetz, Nina' - New Grove Dictionary of Opera, ed. Stanley Sadie (London) ISBN 0-333-73432-7